# 劉彭壽
參數所指定的目標頁面不存在，建議更正成存在頁面或直接建立下列一個頁面（建立前請先搜尋是否有合適的存在頁面可以取代）：
- 劉彭壽 (延祐進士)

刘彭寿（?—?）字壬三，直隶省宁河县（今属天津市）人。中华民国政治人物、实业家。

## 生平
刘彭寿是清朝秀才。中华民国初年，刘彭寿随其在天津经营同顺永斗店的父亲到天津居住。1912年，当选顺直省议会议员，1913年当选国会参议院议员。不久，调任道尹，获政事堂存记，后入内务部任职。1915年，入国民议会，任立法院议员。1918年到1919年，任吉林省财政厅厅长。1920年到1924年，任直隶烟酒公卖局局长，全国烟酒事务署署长、津海关监督。
1924年到1927年，任裕蓟盐务公司董事及津武口岸义生盐务公司副董事长，并投资德兴盐务公司任常务理事，同时包揽沧州等六个县、邢台等八个县的盐务运输及销售工作，成为长芦盐商中“河东派”的主要代表人物。1919年后，刘彭寿集资30多万元，同刘彭久、张良谋共同创办天津福星面粉公司，任董事长。1937年，福星面粉公司在河北、河南收购了价值上百万元的小麦，但这批小麦被国民党军队扣留，公司顿时陷入经营困难，董事长刘彭寿乃以厂房和机器作抵押，长期贷款以维持公司生产。